# GP3 Series
De GP3 Series, waarvan GP3 de afkorting is, was een vorm van autosport die is geïntroduceerd in 2010. De klasse gold als een opstapklasse naar de GP2 Series, later de Formule 2. De klasse was opgericht door GP2-organisator Bruno Michel. In eerste instantie werd gedacht dat de GP3-serie zou fuseren met de International Formula Master-serie (IFM). De GP3 maakte echter gebruik van een geheel nieuw Dallara-chassis gecombineerd met een Renaultmotor. In 2018 werd het laatste seizoen van dit kampioenschap verreden, alvorens het in 2019 fuseert met het Europees Formule 3-kampioenschap om het FIA Formule 3-kampioenschap te vormen.
Het budget lag rond de € 600.000 per jaar.

## De GP3-wagen
Alle GP3-teams kwamen uit met gelijkwaardig materiaal. Het chassis was gebouwd door Dallara, dat ook de GP2- en Formule 2-wagens gebouwd heeft. Alle auto's waren voorzien van een 280 pk sterke Renaultmotor en een semiautomatische 7-versnellingsbak. Hiernaast maakten alle teams gebruik van Pirelli banden en remmen van Brembo.

### Technische specificaties

#### Specificaties 2010–2012
- Chassis: Dallara GP3/10
- Motor: Renault 2.0 liter 4 cilinder in lijn 280pk (209 kW), 6.500 rpm
- Versnellingsbak: 6 traps semi automatisch van Hewland
- Brandstof: Elf 100
- Brandstoftank: FIA gehomologeerde rubberen veiligheidstank
- Elektronica: Magneti Marelli
- Lengte: 4.471 mm (176 in)
- Hoogte: 1.063 mm (42 in) (inclusief roll bar camera)
- Breedte:  1.885 mm (71 in)
- Wielbasis: 2.780 mm (109 in)
- Gewicht: 630 kg (1,389 lb) (zonder rijder), 550 kg (1,213) (zonder rijder)
- Remschijven: Hitco racing
- Banden: Pirelli P Zero race slicks en regen banden
- Velgen: O.Z. Racing.
- Veiligheidsmateriaal: HANS systeem, 6 punts gordel van Sabelt.

#### Specificaties 2013–2015
- Chassis: Dallara GP3/13

## Raceweekend
Per raceweekend waren er twee vrije trainingen van 30 minuten en een kwalificatiesessie van 30 minuten. De kwalificatie besliste de startopstelling voor de eerste race. De startopstelling van de tweede race werd bepaald door de uitslag van de eerste race. De top 8 werd omgewisseld; dat wil zeggen dat de nummer 8 van race 1 van pole-position startte en de winnaar plaats 8. Vanaf plaats 9 startte iedereen zoals hij gefinisht is.

## Puntensysteem

### 2010-2011
| Puntensysteem voor race 1 | Puntensysteem voor race 1 | Puntensysteem voor race 1 | Puntensysteem voor race 1 | Puntensysteem voor race 1 | Puntensysteem voor race 1 | Puntensysteem voor race 1 | Puntensysteem voor race 1 |
| 1st                       | 2nd                       | 3rd                       | 4th                       | 5th                       | 6th                       | 7th                       | 8th                       |
| ------------------------- | ------------------------- | ------------------------- | ------------------------- | ------------------------- | ------------------------- | ------------------------- | ------------------------- |
| 10                        | 8                         | 6                         | 5                         | 4                         | 3                         | 2                         | 1                         |

| 6 | 5 | 4 | 3 | 2 | 1 |

- Pole voor eerste race: 2 punten
- Snelste ronde: 1 punt per race. De coureur die de snelste ronde rijdt moet 90% van de race rondes gereden hebben en bij de eerste tien eindigen.

### 2012-heden
| Puntensysteem voor race 1 | Puntensysteem voor race 1 | Puntensysteem voor race 1 | Puntensysteem voor race 1 | Puntensysteem voor race 1 | Puntensysteem voor race 1 | Puntensysteem voor race 1 | Puntensysteem voor race 1 | Puntensysteem voor race 1 | Puntensysteem voor race 1 |
| 1st                       | 2nd                       | 3rd                       | 4th                       | 5th                       | 6th                       | 7th                       | 8th                       | 9th                       | 10th                      |
| ------------------------- | ------------------------- | ------------------------- | ------------------------- | ------------------------- | ------------------------- | ------------------------- | ------------------------- | ------------------------- | ------------------------- |
| 25                        | 18                        | 15                        | 12                        | 10                        | 8                         | 6                         | 4                         | 2                         | 1                         |

| Puntensysteem voor race 2 | Puntensysteem voor race 2 | Puntensysteem voor race 2 | Puntensysteem voor race 2 | Puntensysteem voor race 2 | Puntensysteem voor race 2 | Puntensysteem voor race 2 | Puntensysteem voor race 2 |
| 1e                        | 2e                        | 3e                        | 4e                        | 5e                        | 6e                        | 7e                        | 8e                        |
| ------------------------- | ------------------------- | ------------------------- | ------------------------- | ------------------------- | ------------------------- | ------------------------- | ------------------------- |
| 15                        | 12                        | 10                        | 8                         | 6                         | 4                         | 2                         | 1                         |

- Pole voor eerste race: 4 punten
- Snelste ronde: 2 punt per race. De coureur die de snelste ronde rijdt moet 90% van de race rondes gereden hebben en bij de eerste tien eindigen.

## Races
De races op de GP3 kalender werden, net als de races van de GP2 en Formule 2, verreden in het voorprogramma van de Europese Formule 1 races. De enige uitzondering was de Grand Prix van Monaco, waar de GP3 in tegenstelling tot de GP2 en Formule 2 niet actief was.

## Kampioenen
| Jaar | Coureur                  | Team           | Tweede          | Derde                  |
| ---- | ------------------------ | -------------- | --------------- | ---------------------- |
| 2010 | Esteban Gutiérrez        | ART Grand Prix | Robert Wickens  | Nico Müller            |
| 2011 | Valtteri Bottas          | Lotus ART      | James Calado    | Nigel Melker           |
| 2012 | Mitch Evans* (MW Arden)  | Lotus GP       | Daniel Abt      | António Félix da Costa |
| 2013 | Daniil Kvjat* (MW Arden) | ART Grand Prix | Facu Regalia    | Conor Daly             |
| 2014 | Alex Lynn                | Carlin         | Dean Stoneman   | Marvin Kirchhöfer      |
| 2015 | Esteban Ocon             | ART Grand Prix | Luca Ghiotto    | Marvin Kirchhöfer      |
| 2016 | Charles Leclerc          | ART Grand Prix | Alexander Albon | Antonio Fuoco          |
| 2017 | George Russell           | ART Grand Prix | Jack Aitken     | Nirei Fukuzumi         |
| 2018 | Anthoine Hubert          | ART Grand Prix | Nikita Mazepin  | Callum Ilott           |

- * Deze rijder werd kampioen, maar zijn team werd geen constructeurskampioen. Het team van de kampioen staat tussen haakjes aangegeven.